# Уокер, Джабари
Джабари Доминик Уокер (англ. Jabari Dominic Walker; род. 30 июля 2002, Уичито, Канзас) — американский профессиональный баскетболист клуба НБА «Портленд Трэйл Блэйзерс».

## Ранние годы
Уокер играл в баскетбол за школу Кэмпбелл Холл в Лос-Анджелесе, штат Калифорния, в течение трёх лет. В последний год обучения он перевёлся в АЗ Компасс из Чандлера, штат Аризона. В выпускном классе он набирал в среднем 13 очков, 8 подборов и 1,5 блока за игру. Уокер выступал за команду «Дрим Вижион» в Любительском спортивном союзе. Он решил играть в студенческий баскетбол за «Колорадо», отклонив предложения из «Калифорнии» и «Сент-Мэрис».

## Карьера за колледж
14 января 2021 года Уокер набрал 23 очка и 11 подборов в победной игре против «Калифорнии» (89:60). В феврале он пропустил шесть игр из-за травмы стопы. 20 марта 2021 года Уокер набрал рекордные для новичков 24 очка, реализовав 5 из 5 трёхочковых бросков в победном матче против «Джорджтауна» (96:73) в первом раунде турнира NCAA. Будучи новичком, он набирал в среднем 7,6 очков и 4,3 подбора за игру, за что был вклчён в сборную новичков конференции Pac-12. 25 января 2022 года Уокер повторил свой рекордный результат, набрав 24 очка в победной игре против «Орегона» (82:78). Будучи студентом второго курса, он набирал в среднем 14,6 очков и делал 9,4 подбора за игру и был включён в первую сборную конференции Pac-12. 30 марта 2022 года Уокер подал заявку на участие в драфте НБА 2022 года, сохранив при этом право на поступление в колледж. Позднее он подписал контракт с агентом, отказавшись от оставшегося права на участие.

## Профессиональная карьера

### Портленд Трэйл Блэйзерс (2022—настоящее время)
Уокер был выбран 57-м номером на драфте НБА 2022 года командой «Портленд Трэйл Блэйзерс». Он присоединился к «Блэйзерс» во время Летней лиге НБА 2022 года. В своём дебютном матче Летней лиги Уокер набрал 11 очков и сделал 7 подборов в проигрышной игре против «Детройт Пистонс» (78:81). 13 июля 2022 года Уокер подписал контракт новичка с «Портлендом».
2 февраля 2025 года Уокер был отправлен в фарм-клуб «Рип-Сити Ремикс».

## Личная жизнь
Отец Уокера, Самаки, играл в НБА на протяжении 10 лет. У него есть два сиблинга, которые играют в баскетбол: его брат, Дибаджи, играет в Джи-Лиге НБА за «Кливленд Чардж», а его сестра, Сакима, за «Южную Каролину».

## Статистика

### Статистика в НБА
| Сезон                                                                                    | Команда  | Регулярный сезон | Регулярный сезон | Регулярный сезон | Регулярный сезон | Регулярный сезон | Регулярный сезон | Регулярный сезон | Регулярный сезон | Регулярный сезон | Регулярный сезон | Регулярный сезон | Серия плей-офф | Серия плей-офф | Серия плей-офф | Серия плей-офф | Серия плей-офф | Серия плей-офф | Серия плей-офф | Серия плей-офф | Серия плей-офф | Серия плей-офф | Серия плей-офф |
| Сезон                                                                                    | Команда  | GP               | GS               | MPG              | FG%              | 3P%              | FT%              | RPG              | APG              | SPG              | BPG              | PPG              | GP             | GS             | MPG            | FG%            | 3P%            | FT%            | RPG            | APG            | SPG            | BPG            | PPG            |
| ---------------------------------------------------------------------------------------- | -------- | ---------------- | ---------------- | ---------------- | ---------------- | ---------------- | ---------------- | ---------------- | ---------------- | ---------------- | ---------------- | ---------------- | -------------- | -------------- | -------------- | -------------- | -------------- | -------------- | -------------- | -------------- | -------------- | -------------- | -------------- |
| 2022/23                                                                                  | Портленд | 56               | 0                | 11,1             | 41,9             | 28,6             | 75,6             | 2,3              | 0,6              | 0,2              | 0,2              | 3,9              | Не участвовал  | Не участвовал  | Не участвовал  | Не участвовал  | Не участвовал  | Не участвовал  | Не участвовал  | Не участвовал  | Не участвовал  | Не участвовал  | Не участвовал  |
| 2023/24                                                                                  | Портленд | 72               | 23               | 23,6             | 46,0             | 29,5             | 75,4             | 7,1              | 1,0              | 0,6              | 0,3              | 8,9              | Не участвовал  | Не участвовал  | Не участвовал  | Не участвовал  | Не участвовал  | Не участвовал  | Не участвовал  | Не участвовал  | Не участвовал  | Не участвовал  | Не участвовал  |
| 2024/25                                                                                  | Портленд | 60               | 1                | 12,5             | 51,5             | 38,9             | 69,0             | 3,5              | 0,6              | 0,6              | 0,1              | 5,2              | Не участвовал  | Не участвовал  | Не участвовал  | Не участвовал  | Не участвовал  | Не участвовал  | Не участвовал  | Не участвовал  | Не участвовал  | Не участвовал  | Не участвовал  |
|                                                                                          | Всего    | 188              | 24               | 16,3             | 46,5             | 31,8             | 73,9             | 4,5              | 0,8              | 0,5              | 0,2              | 6,2              | Не участвовал  | Не участвовал  | Не участвовал  | Не участвовал  | Не участвовал  | Не участвовал  | Не участвовал  | Не участвовал  | Не участвовал  | Не участвовал  | Не участвовал  |
| Наведите курсор мыши на аббревиатуры в заголовке таблицы, чтобы прочесть их расшифровку. |          |                  |                  |                  |                  |                  |                  |                  |                  |                  |                  |                  |                |                |                |                |                |                |                |                |                |                |                |

### Статистика в NCAA
| Сезон | Команда  | Conf   | Class | GP | GS | MPG  | FG%  | 3P%  | FT%  | RPG | APG | SPG | BPG | PPG  |
| --- | -------- | ------ | ----- | -- | -- | ---- | ---- | ---- | ---- | --- | --- | --- | --- | ---- |
| 2020/21 | Колорадо | Pac-12 | FR    | 26 | 0  | 14,2 | 52,6 | 52,3 | 77,8 | 4,3 | 0,5 | 0,5 | 0,5 | 7,6  |
| 2021/22 | Колорадо | Pac-12 | SO    | 33 | 33 | 28,1 | 46,1 | 34,6 | 78,4 | 9,4 | 1,2 | 0,7 | 0,7 | 14,6 |
| Всего | Всего    | Всего  | Всего | 59 | 33 | 22,0 | 47,9 | 39,9 | 78,3 | 7,2 | 0,9 | 0,6 | 0,6 | 11,5 |
| Наведите курсор мыши на аббревиатуры в заголовке таблицы, чтобы прочесть их расшифровку Статистика приведена с сайта sports-reference.com |          |        |       |    |    |      |      |      |      |     |     |     |     |      |